# Borgia (Kalabrien)
Borgia ist eine Kleinstadt mit 7226 Einwohnern (Stand 31. Dezember 2023) in der italienischen Provinz Catanzaro, Region Kalabrien.
Das Gebiet der Gemeinde umfasst eine Fläche von 42 km². Im Ortsteil Roccelletta an der Küste liegt der Archäologische Park Scolacium.
Die Nachbargemeinden sind Catanzaro, Girifalco, San Floro und Squillace.

## Galerie

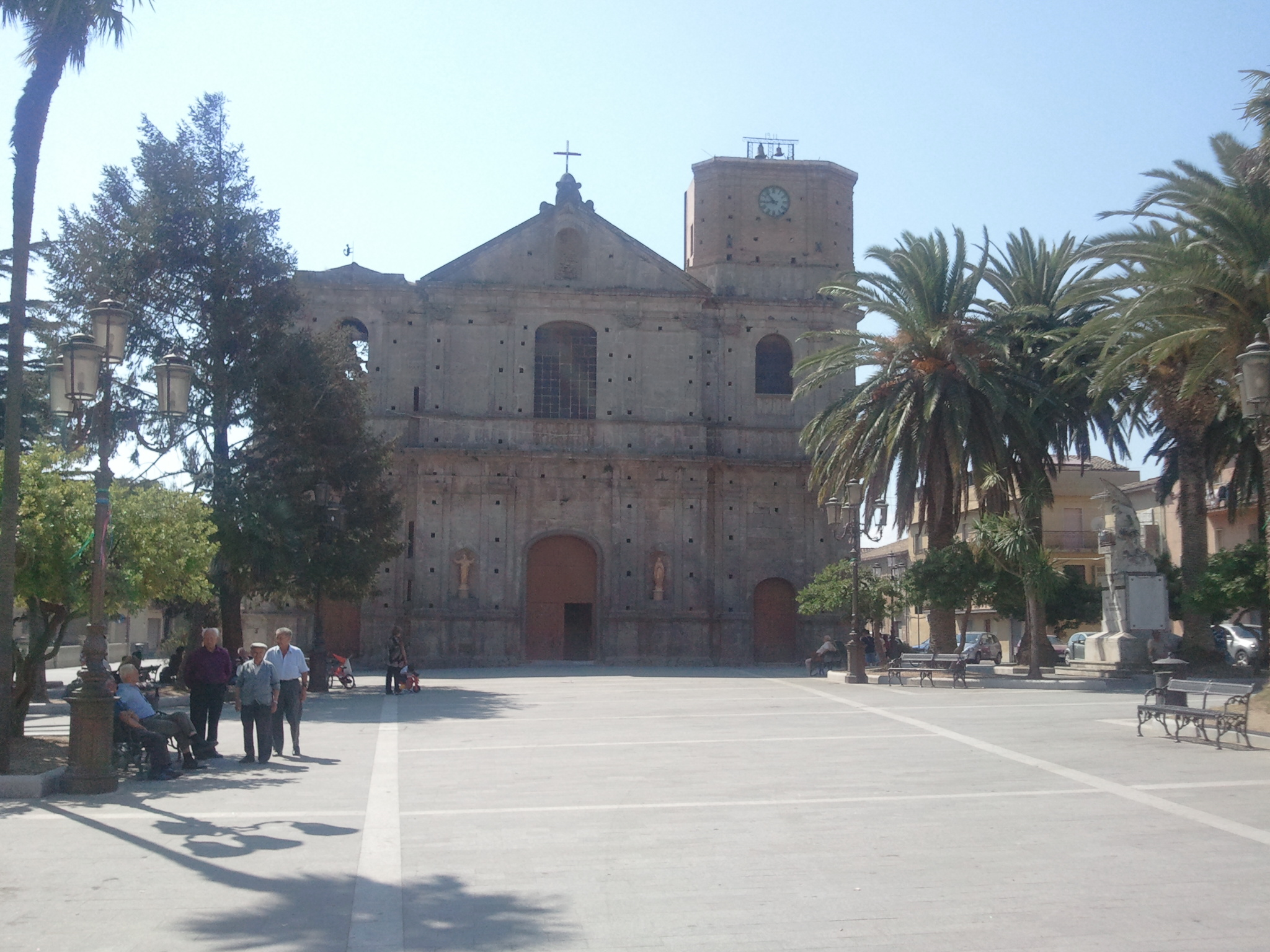
Kirchplatz in Borgia
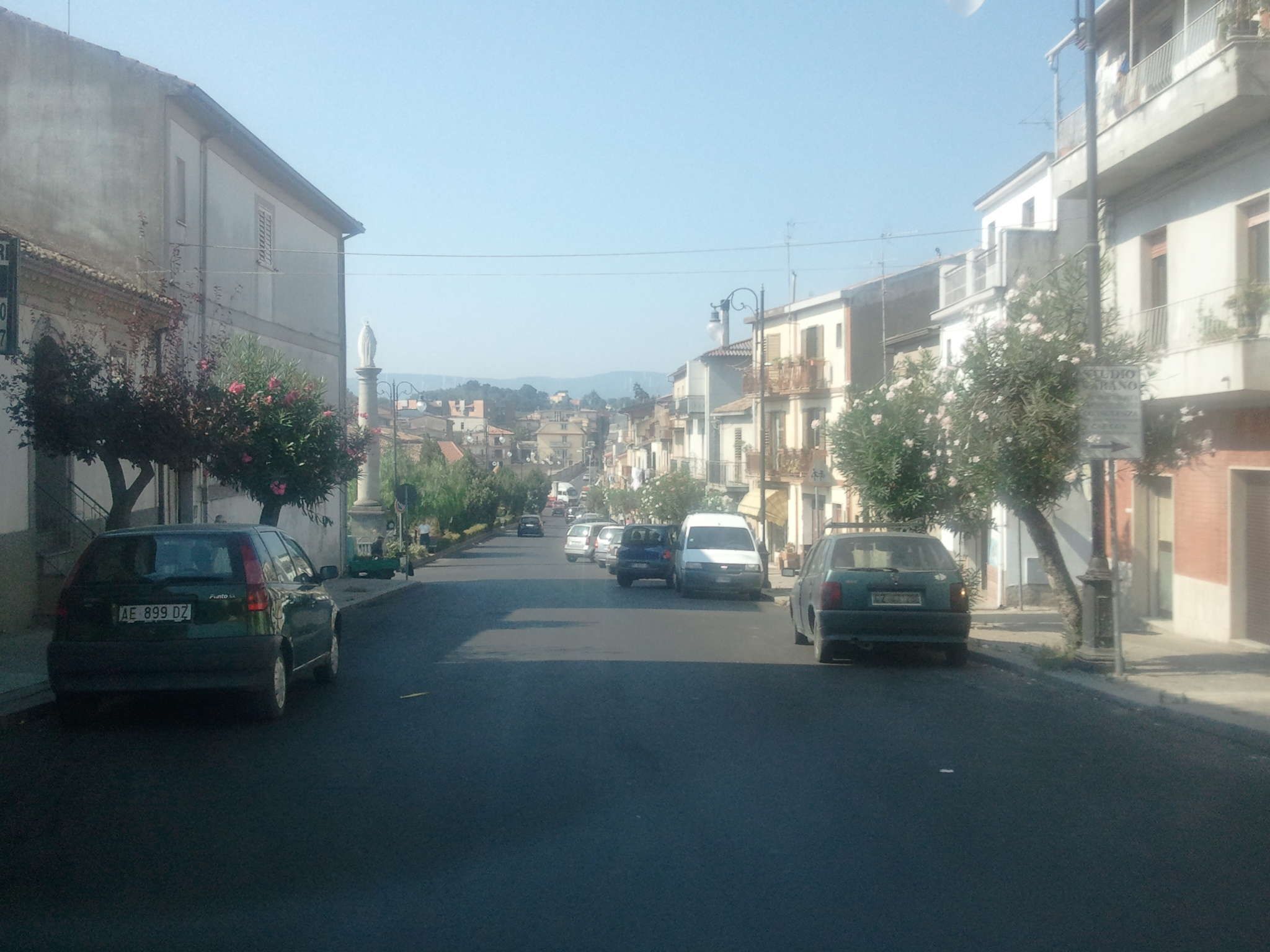
Corso Mazzini, eine der beiden Hauptstraßen durch Borgia
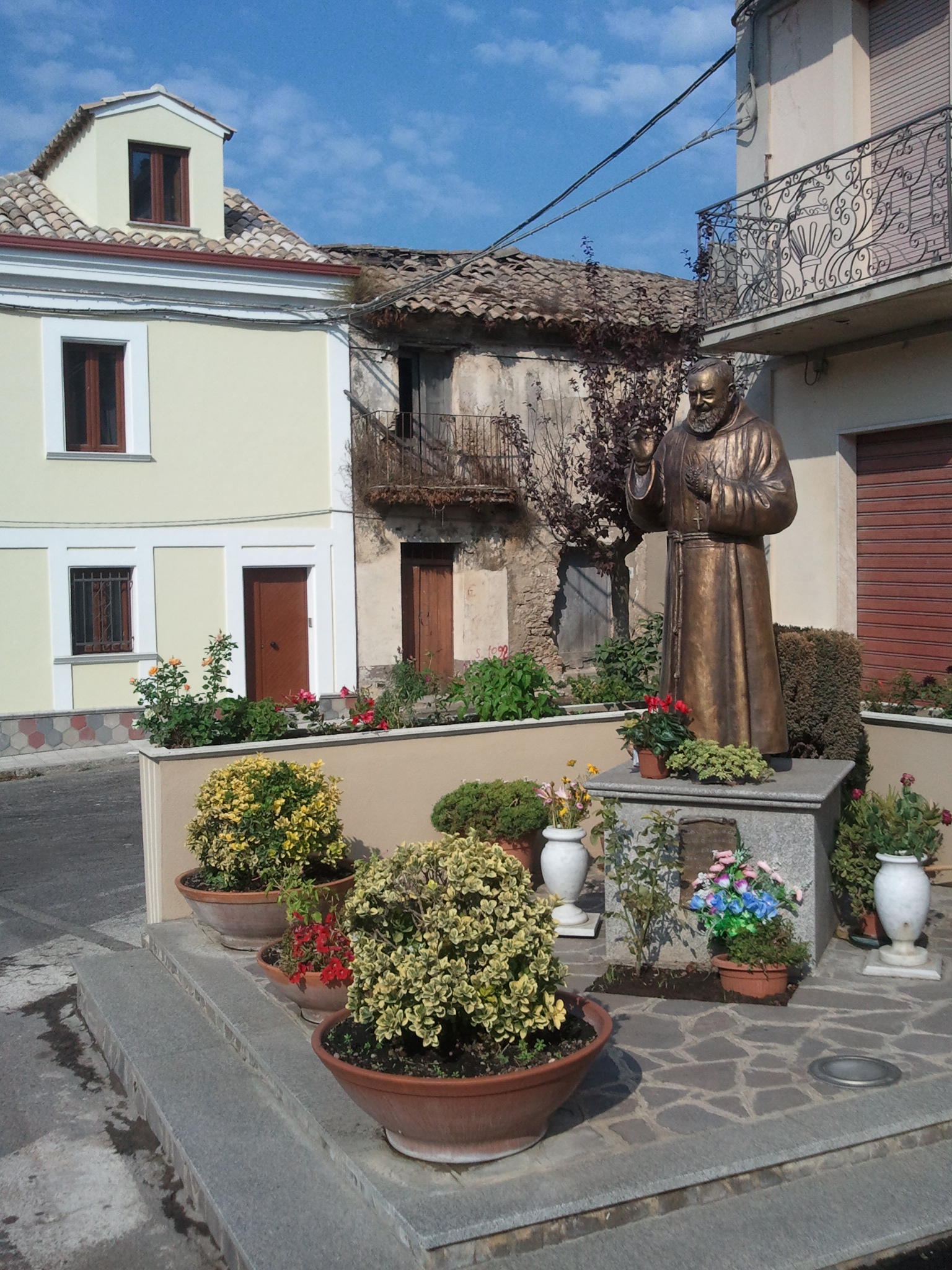
Statue von Padre Pio in Borgia